# گرزنا
گرزنا (به صربی: Grezna) یک منطقهٔ مسکونی در صربستان است که در Knjaževac واقع شده‌است. گرزنا ۳۲۹ نفر جمعیت دارد.